# Bruno Zucchelli
Bruno Zucchelli (Cornegliano Laudense, 14 maggio 1922 – ...) è stato un calciatore italiano, di ruolo difensore.

## Carriera
Cresciuto nel Fanfulla, disputa con i lodigiani il campionato di Serie B-C Alta Italia 1945-1946 e i due successivi campionati di Serie B nei quali totalizza 64 presenze. Nel 1948 viene prelevato dal Catania, con cui ottiene la promozione in Serie B al termine della stagione 1948-1949; riconfermato tra i cadetti, disputa 12 partite nel campionato 1949-1950.
Nel 1950 torna a militare in Serie C, ingaggiato dal Piacenza; vi rimane per un'annata da titolare, con 32 presenze in campionato. A fine stagione si trasferisce al Vigevano, con cui ottiene il primo posto nel girone A del campionato di Serie C 1951-1952: la promozione tra i cadetti sfuma nel girone finale, disputato contro Cagliari, Piacenza e Toma Maglie. Nel 1953 si trasferisce per una stagione nella Cremonese in IV Serie, nella quale disputa 5 partite senza reti, e chiude la carriera nel 1955, dopo aver militato di nuovo nel Vigevano.

## Palmarès

### Club

#### Competizioni nazionali
- Serie C: 2

Catania: 1948-1949
Vigevano: 1951-1952